# 水樹りさ
水樹 りさ（みずき りさ、1990年10月14日 - ）は、日本のAV女優。ティーパワーズ所属。

## 略歴・人物
神奈川県出身。2012年3月に“元ファッション誌の専属モデル”との触れ込みでAVデビュー。特技は料理。
2015年10月14日、AV引退。

## 出演作品

### アダルトDVD
2012年
- New Comer ファッション誌ス○イガールの専属モデルが脱いだ!!（3月9日、マックス・エー）※デビュー作
- 最上級欲しがりSEX（4月13日、マックス・エー）
- スレンダラスBODY 限界覚醒4本番（5月11日、マックス・エー）
- いつでもドコでも何回でも連続射精12連発!（6月8日、マックス・エー）
- 美痴女 最後の一滴までザーメン吸い出してあげる（7月13日、マックス・エー）
- ようこそ!超高級ご奉仕ソープへ（8月10日、マックス・エー）
- Viking 8play 220分スペシャルコース!（9月28日、マックス・エー）
- 東京ワイセツスタイル 綺麗な制服お姉さんといやらしい濃厚SEX（10月26日、マックス・エー）
- 一泊二日 イキがまん 〜寸止めFuck連発 最後は暴走〜（11月23日、マックス・エー）
- Men's 性感エステ 潮吹きはスタンダードサービスです（12月28日、マックス・エー）

2013年
- 一泊二日、美少女完全予約制。 〜水樹りさの場合〜（5月10日、プレステージ）
- 働くオンナ猟り Special 【パンツスーツ姿の水樹りさが猟りに乱入!!】（6月1日、プレステージ）
- 社長令嬢 凌辱の連鎖（8月7日、アタッカーズ）
- 予告レイプ 果てしない凌辱の連鎖 2（9月7日、アタッカーズ）
- 絶望から幸せを願って（10月7日、アタッカーズ）
- バレたら退学必至!現役女子大生のキケンすぎるバイト 5（11月8日、S級素人）
- kira★kira STREET GAL&おやじっち ギャルキャバクラ★お酒もザーメンもごっくん一気飲み（11月19日、kira☆kira）
- JK痴女の発情期（11月22日、ドリームチケット）
- SUPER GAL'S SEX STYLE 〜超豪華最強ギャルたちのチ○ポ喰らい尽くしSPECIAL〜（11月22日、おかず。）
- エロ痴女逆3Pナース（12月1日、ワンズファクトリー）
- 性交クリニック ファン感謝祭2013 総集編付き2枚組 超豪華版8時間スペシャル（12月5日、SODクリエイト）
- 女子アナ入社テスト どんなエロいことされても絶対カメラ目線!（12月13日、おかず。）
- W女神の男潮吹きテクニック（12月13日、MOODYZ）
- アスリート痴女JK（12月19日、CROSS）
- 禁断拘束レズ VOL.3（12月20日、アウダースジャパン）
- 僕の彼女をナンパして下さい。 4（12月27日、S級素人）

2014年
- パンストすけすけ同棲生活（1月7日、unfinished）
- DOKIレズ 65（1月10日、アウダースジャパン）
- カワイさ盛れてるギャル女子校生 5時間 SEVEN GIRLS COLLECTION Vol.2（1月10日、BAZOOKA）
- ガチ本番!! 極上素人ナンパ即挿入!! in浦和（1月10日、S級素人）
- TVの旅番組のカメラマンがAV業界出身の重度の尻フェチ男だと職業柄どうしても美人アナウンサーのぷりけつばかりを追ったローアングルを連発しもはや放送事故スレスレの収拾がつかないこんな番組になる（1月23日、タカラ映像）
- いやらしすぎる精飲と中出し性交（1月25日、ダスッ!）
- 発掘！素人めちゃカワアルバイター！飲食店で見つけた看板娘を店内ナンパ！バイト後自宅にお邪魔してHなライフスタイルチェック！2（2月10日、ホットエンターテイメント）
- 会員制ソープ ブルーシャドー 水樹（3月1日、ワンズファクトリー）
- 巨乳人妻専門 媚薬アロマエステ 2（3月1日、変態紳士倶楽部）
- ワンズファクトリー2013年 下半期 総集編 （3月1日、ワンズファクトリー）
- 僕の包茎チ○ポ相談でお姉ちゃんが発情！ 友達から「包茎」だとバカにされ落ち込んだ僕。そんな僕を心配した姉が、悩みがあるなら言ってみてと言うので、恥を忍んで落ち込んだ理由を打ち明けたら「と、とりあえず見せて。私が判断してあげる」と意外な一言。もうどうにでもなれ！と思い切ってチ○ポを見せたら、最初は「みんなそんなもんだよ」と慰めてくれたのに、急に黙りこんでハァハァしだして変な空気に。そして、人が変わったかのようにエッチな顔でチ○ポにしゃぶりついてきた！（3月20日、Hunter）
- 1時間で●万円もらえるからHしちゃったS級素人4時間スペシャル（3月28日、S級素人）
- 鬼フェラ地獄 XVII（4月11日、レアルワークス）
- JKと濃密に4時間本番（4月11日、ドリームチケット）
- スペルマ中毒吸盤バキュームくちびる交尾（4月19日、CROSS）
- 続・美少女貸切温泉旅行 ②（5月1日、GALLOP）
- M男イカセ オーガズムクラブ （5月7日、プレミアム）
- カワイさ盛れてるギャル女子校生スーパーベストコレクション8時間special（5月19日、ケイ・エム・プロデュース）
- kira★kira STREET GAL＆おやじっち8時間総集編スペシャル（5月19日、kira☆kira）
- 毎朝、通勤電車で見かけるキレイなお姉さんについて行ったら、見知らぬ男のザーメンを飲み干してしまうほどイヤラしいので僕も思い切って声をかけてみた。（5月22日、SOSORU）
- 新卒男子の僕は就職した人気の化粧品会社で美人上司のセクハラ放尿便器にされてしまった（5月22日、GARCON）
- 超本格官能人妻エロ絵巻　嫁のパンチラ誘惑（5月22日、タカラ映像）
- アンナと花子全面監修 団地妻レズビアン （6月1日、ワンズファクトリー）
- ケツ穴めくれ返り悶絶交尾！極太ブッ込みドテクリ肉ド拡張アクメ！ぬるぬるオメ肉超ナマ中出し！激ヤバ全盛り8時間（6月19日、CROSS）
- アナル丸見え！マンコ喰い込み！究極プロ級ダンサー 6（6月25日、FUTURE）
- 私を見つめて激しくイッて スケベ主観スペシャル8時間  （7月1日、ワンズファクトリー）
- ワーキングノーパンパンスト痴女 3（7月5日、FUTURE）
- 極上ヌキまくり痴女 淫語まみれのペニス狩り ⑥（7月5日、ジャネス）
- 100人8時間 超カワコスプレSEX （7月11日、ケイ・エム・プロデュース）
- 働く挿入お姉さん（7月11日、メディアステーション）
- 可愛いすぎるショートカット美少女と楽しくSEX16時間 （7月19日、ROOKIE）
- S級素人ナンパ即ハメSEX 100人8時間（7月25日、S級素人）
- 枕営業でおもてなしするキャバ嬢100人 8時間（8月8日、ケイ・エム・プロデュース）
- 発射直後のアッツアツ精子を全部飲んじゃう ごっくんBEST16時間（8月19日、ROOKIE）
- GALS☆COLLECTION2013 完全総集編8時間スペシャル（8月19日、kira☆kira）
- 絶対☆美少女（プラチナ☆ガール）（8月22日、MAX-A）
- ワンズファクトリー2014年上半期総集編（9月1日、ワンズファクトリー）
- 激熱女達の、激熱カラミ集 8時間（9月5日、ドリームチケット）
- 脳内調教！働くお姉さんのM男射精管理とアナルドライオーガズム 6 職場で働くいつも優しいお姉さんが今日は上から目線で見つめながら僕のチ○コを超凄テクでイジってくれるので思わず勃起！ジラしプレーでガマン汁出っぱなしでカラダもイキまくり（9月5日、未来 フューチャー）
- 淫語！寸止め！強制発射！射精管理痴女 6 突然憧れのお姉さんに誘惑され僕のチ○ポはフル勃起！恥ずかしいと思って嫌がったが無理矢理にチ○ポをしごかれ犯されちゃいました！（9月5日、ジャネス）
- 男が潮吹いたりすんげぇ発射しちゃう！神の痴女テク36連発8時間VOL.2（9月13日、MOODYZ）
- 射精地獄　足臭い責め手こき地獄（9月14日、女体臭倶楽部）
- 舞ワイフ 〜セレブ倶楽部〜 68 (11月20日、AROUND)※「倉持梨花」名義

## 出演

### テレビ
- ビ〜チ9（2012年3月・11月、2013年11月、テレビ埼玉） - マンスリーゲスト
- おとなの子守唄（2012年8月、サンテレビ）
- Sweet Angel（2012年4月9日、MONDO TV）

### オリジナルビデオ
- 女子刑務所 case 優里（2012年7月20日、GPミュージアム）優里役